# Chikkamuddenahalli, Dod Ballapur
Chikkamuddenahalli là một làng thuộc tehsil Dod Ballapur, huyện Bangalore Rural, bang Karnataka, Ấn Độ.